# Kedar Williams-Stirling
Kedar Williams-Stirling est un acteur britannique né le 14 décembre 1994. Il est notamment connu pour son rôle de Jackson Marchetti dans la série Sex Education.

## Biographie
Kedar Williams-Stirling est né le 14 décembre 1994 à Newham (Londres), Angleterre.

## Carrière
Il est apparu dans plusieurs films britanniques, comme Shank ou Montana. Il participe également aux trois premières saisons de Wolfblood.
En mai 2018, il est annoncé qu'il jouera aux côtés de Gillian Anderson et Asa Butterfield dans la série Netflix Sex Education.

## Filmographie

### Cinéma

#### Longs métrages
- 2010 : Shank de Mo Ali : Junior
- 2014 : Montana de Mo Ali : Lorenzo
- 2018 : Two Graves de Gary Young : Barry
- 2019 : Changeland de Seth Green : Marc

#### Courts métrages
- 2011 : Drink, Drugs and KFC d'Aml Ameen : Nathan
- 2013 : You Are Me de Peter Speyer : Dan
- 2016 : Elderflower de Ben Mallaby : Tony
- 2021 : Lockdown Love Vol. I d'Adrián Shankar Filho : Kieran

### Séries télévisées
- 2007 : The Bill : Adie Mazvidza
- 2008 : Affaires non classées (Silent Witness) : Levi Harris
- 2009 : Doctors : Richard Cole
- 2012 - 2014 : Wolfblood : Tom Okanawe
- 2016 : Racines (Roots) : Sitafa
- 2017 : Meurtres au paradis (Death in Paradise) : Torey Martin
- 2017 : Will : Owen
- 2019 - 2023 : Sex Education : Jackson Marchetti
- 2020 : Small Axe : Clifton